# Чорна легенда (Іспанія)

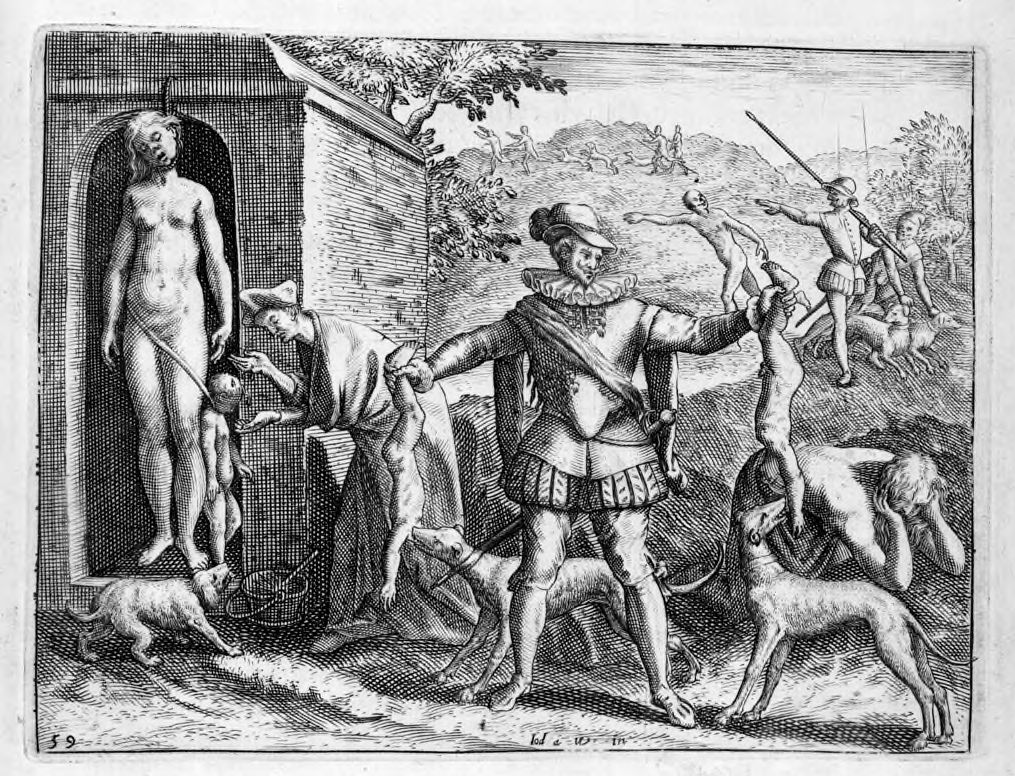
Пропагандистська гравюра Теодора де Брі 1598 року, на якій іспанець годує своїх собак індіанськими дітьми. Роботи де Брі характерні для антиіспанської пропаганди, що зародилася в результаті
Вісімдесятирічної війни.

Чорна легенда (ісп. мова La leyenda negra) — протестантська пропаганда часів контрреформації, яка прагнула виставити в чорному світлі "іспанських габсбургів" як найбільш могутніх і рішучих ворогів реформації.  В результаті цього Іспанію XVI-XVII століть довгий час було заведено представляти як царство жорстокості, відсталості та мракобісся. Іспанська чорна легенда є одним із прикладів явища чорної легенди.
Основними розсадниками «чорних легенд» вважаються Сполучені провінції Нідерландів, які протягом 80 років вели  боротьбу за незалежність від Іспанії, і 
тюдорівська Англія, яка відчувала  натиск іспанського флоту.  Саме тут у другій половині XVI століття мали особливий попит твори Бартоломе де Лас Касаса про те, як жорстоко іспанські конкістадори поводилися з беззахисними індіанцями.  Матеріали Лас Касаса та оповідання англійських мореплавців, зібрані в книзі Річарда Гаклюйта, використовувалися для ілюстрації жорстокості та нелюдства іспанців
.
Іншим благодатним матеріалом для очорнення іспанського суспільства і мобілізації протестантів усіх країн була тема політичних інтриг габсбургів.  На півночі Італії «чорна легенда» приймала форму чуток про хитромудрі  інтриги дипломата Алонсо Бедмара 
з метою  підкорити своєму впливу весь Італійський півострів.  Голландські автори пофарбували в густий чорний колір всю діяльність герцога Альби.
Термін «чорна легенда» був введений в обіг у 1914 році іспанським істориком Хуліаном Худеріасом.  Уряд Франко поставив собі завдання не лише протидіяти «зловмисному спотворенню» іспанської дійсності, а й представляти іспанську історію в райдужному світлі, впавши таким чином у протилежну крайність (так звана «біла легенда»).